# San Mateo, Palenque
San Mateo är en ort i Mexiko.   Den ligger i kommunen Palenque och delstaten Chiapas, i den sydöstra delen av landet, 800 km öster om huvudstaden Mexico City. San Mateo ligger 59 meter över havet och antalet invånare är 103.
Terrängen runt San Mateo är platt. Runt San Mateo är det ganska glesbefolkat, med 34 invånare per kvadratkilometer. Närmaste större samhälle är Palenque, 13,2 km söder om San Mateo. Omgivningarna runt San Mateo är en mosaik av jordbruksmark och naturlig växtlighet.